# (11599) 1995 QR
(11599) 1995 QR est un astéroïde de la ceinture principale d'astéroïdes découvert en 1995.

## Description
(11599) 1995 QR a été découvert le 16 août 1995 à l'observatoire de Nachikatsuura au Japon, par Yoshisada Shimizu et Takeshi Urata.

### Caractéristiques orbitales
L'orbite de cet astéroïde est caractérisée par un demi-grand axe de 2,44 UA, un périhélie de 2,01 UA, une excentricité de 0,18 et une inclinaison de 2,72° par rapport à l'écliptique. Du fait de ces caractéristiques, à savoir un demi-grand axe compris entre 2 et 3,2 UA et un périhélie supérieur à 1,666 UA, il est classé, selon la JPL Small-Body Database, comme objet de la ceinture principale d'astéroïdes.

### Caractéristiques physiques
(11599) 1995 QR a une magnitude absolue (H) de 14,3 et un albédo estimé à 0,273.